# ماري دوران
ماري دوران (بالإنجليزية: Mary Doran)‏ هي ممثلة أمريكية، ولدت في 8 سبتمبر 1910 في نيويورك في الولايات المتحدة، وتوفي بنفس المكان في 6 سبتمبر 1995.

## أعمال

### أفلام
- (1930) المطلقة

## وصلات خارجية
- ماري دوران على موقع IMDb (الإنجليزية)
- ماري دوران على موقع ألو سيني (الفرنسية)
- ماري دوران على موقع أول موفي (الإنجليزية)
- ماري دوران على موقع قاعدة بيانات الأفلام السويدية (السويدية)
- ماري دوران على موقع قاعدة بيانات الفيلم (الإنجليزية)
- ماري دوران على موقع كينوبويسك (الروسية)